# Brescia Calcio 2007-2008
Questa pagina raccoglie le informazioni riguardanti il Brescia Calcio nelle competizioni ufficiali della stagione 2007-2008.

## Stagione
Viene confermato Serse Cosmi sulla panchina delle rondinelle per questa stagione cadetta 2007-2008. Il Brescia privo del suo pezzo da novanta Marek Hamsik che è stato ceduto al Napoli, ma con gli innesti di Fabio Bazzani e Riccardo Taddei, parte forte in campionato, per alcune giornate cappeggia la classifica, nel girone di andata raccoglie 40 punti, chidendolo a tre lunghezze dalla vetta. Nel girone di ritorno invece perde qualche posizione, ottenendo il quinto posto finale in campionato, qualificandosi così per i Play-off. Vince la prima semifinale interna, ma perde a Bergamo facendosi eliminare dall'AlbinoLeffe che si era piazzato al quarto posto. Nella Coppa Italia, le rondinelle sono state eliminate nel primo turno dal Pisa. Il miglior marcatore stagionale dei bresciani è stato Davide Possanzini autore di 17 reti, delle quali 16 segnate in campionato.

## Organigramma societario
Area direttiva
- Presidente: Luigi Corioni
- Team manager: Edoardo Piovani

Area tecnica
- Allenatore: Serse Cosmi
- Allenatore in seconda: Mario Palazzi
- Preparatore dei portieri: Giacomo Violini
- Preparatori atletici: Francesco Bulletti, Enrique Miguel

Area sanitaria
- Responsabile sanitario: Fabio De Nard
- Medico: dott. Diego Giuliani

## Rosa
| N. |                       | Ruolo | Calciatore             |
| -- | --------------------- | ----- | ---------------------- |
| 1  | Italia (bandiera)     | P     | Emiliano Viviano       |
| 2  | Italia (bandiera)     | D     | Davide Zoboli          |
| 3  | Lituania (bandiera)   | D     | Marius Stankevičius    |
| 4  | Costa Rica (bandiera) | D     | Gilberto Martínez      |
| 5  | Brasile (bandiera)    | C     | Francisco Govinho Lima |
| 6  | Svizzera (bandiera)   | C     | Fabrizio Zambrella     |
| 7  | Italia (bandiera)     | C     | Daniele Mannini        |
| 7  | Italia (bandiera)     | C     | Roberto De Zerbi       |
| 8  | Ungheria (bandiera)   | C     | Ádám Vass              |
| 9  | Ungheria (bandiera)   | A     | Róbert Feczesin        |
| 11 | Italia (bandiera)     | A     | Riccardo Taddei        |
| 12 | Italia (bandiera)     | P     | Michele Arcari         |
| 14 | Italia (bandiera)     | C     | Alessio Tacchinardi    |
| 15 | Italia (bandiera)     | D     | Marco Zambelli         |
| 16 | Paraguay (bandiera)   | D     | Víctor Mareco          |
| 17 | Italia (bandiera)     | A     | Andrea Alberti         |
| 17 | Italia (bandiera)     | A     | Andrea Caracciolo      |
| 18 | Italia (bandiera)     | A     | Davide Possanzini      |
| 19 | Argentina (bandiera)  | C     | Leandro Depetris       |
| 20 | Germania (bandiera)   | A     | Savio Nsereko          |
| 21 | Argentina (bandiera)  | A     | Luis Alfageme          |
| 21 | Italia (bandiera)     | A     | Emanuele Bardelloni    |

| N. |                           | Ruolo | Calciatore            |
| -- | ------------------------- | ----- | --------------------- |
| 22 | Italia (bandiera)         | P     | Sergio Viotti         |
| 23 | Italia (bandiera)         | D     | Simone Dallamano      |
| 24 | Italia (bandiera)         | A     | Mattia Mustacchio     |
| 24 | Italia (bandiera)         | D     | Davide Trapletti      |
| 25 | Italia (bandiera)         | A     | Fabio Bazzani         |
| 26 | Italia (bandiera)         | D     | Fabiano Santacroce    |
| 26 | Italia (bandiera)         | D     | Francesco Bega        |
| 27 | Marocco (bandiera)        | C     | Abderazzak Jadid      |
| 27 | Stati Uniti (bandiera)    | C     | Danny Szetela         |
| 28 | Svizzera (bandiera)       | C     | Gaetano Berardi       |
| 29 | Italia (bandiera)         | C     | Luigi Alberto Scaglia |
| 30 | Italia (bandiera)         | A     | Denis Maccan          |
| 30 | Italia (bandiera)         | C     | Marco Martina Rini    |
| 31 | Italia (bandiera)         | D     | Andrea Gaspari        |
| 31 | Italia (bandiera)         | D     | Luca Rossinetti       |
| 32 | Costa d'Avorio (bandiera) | A     | Adama Fofana          |
| 33 | Italia (bandiera)         | D     | Andrea Rispoli        |
| 34 | Italia (bandiera)         | A     | Daniele Simoncelli    |
| 35 | Polonia (bandiera)        | C     | Bartosz Salamon       |
| 36 | Italia (bandiera)         | A     | Vincenzo Sarno        |
| 37 | Italia (bandiera)         | C     | Federico Ciasca       |
| 38 | Italia (bandiera)         | D     | Mauro Bonaccorsi      |

## Risultati

### Serie B

#### Girone di andata
| Arbitro: | De Marco (Chiavari) |

|                           |           |  |
| Taddei 25’ Possanzini 68’ | Marcatori |  |

| Arbitro: | Morganti (Ascoli Piceno) |

|  |           |             |
|  | Marcatori | 92’ Mannini |

| Arbitro: | Gervasoni (Mantova) |

|                                |           |  |
| Tacchinardi 34’ Possanzini 68’ | Marcatori |  |

| Arbitro: | Giannoccaro (Lecce) |

|  |           |                                |
|  | Marcatori | 2’ 51’ Possanzini 57’ Zambelli |

| Arbitro: | Velotto (Grosseto) |

|                                         |           |                |
| Dallamano 1’ 37’ Tacchinardi 72’ (rig.) | Marcatori | 68’ Biancolino |

| Arbitro: | Banti (Livorno) |

|                             |           |                          |
| Adailton 50’ Mingazzini 59’ | Marcatori | 16’ Tacchinardi 83’ Lima |

| Arbitro: | Valeri (Roma 2) |

|                             |           |           |
| Feczesin 11’ Possanzini 85’ | Marcatori | 2’ Fofana |

| Arbitro: | Celi (Campobasso) |

|                        |           |               |
| Moscardelli 81’ (rig.) | Marcatori | 34’ Dallamano |

| Arbitro: | Gava (Conegliano) |

|  |           |                                   |
|  | Marcatori | 65’ Caridi 78’ Tarana 91’ Spinale |

| Arbitro: | Rocchi (Firenze) |

|                |           |                               |
| Tiribocchi 25’ | Marcatori | 44’ Santacroce 68’ Possanzini |

| Arbitro: | Marelli (Como) |

|                                            |           |                     |
| Mannini 2’ Feczesin 35’ 48’ Possanzini 74’ | Marcatori | 60’ (rig.) Granoche |

| Arbitro: | Giannoccaro (Lecce) |

|             |           |  |
| Bianchi 25’ | Marcatori |  |

| Bari 3 novembre 2007, ore 16:00 CEST 13ª giornata | Bari              | 0 – 0 referto | Brescia | Stadio San Nicola (3511 spett.)\| Arbitro: \| Saccani (Mantova) \| |
| Arbitro:                                          | Saccani (Mantova) |               |         |                                                                    |

| Arbitro: | Farina (Novi Ligure) |

|                 |           |                         |
| Tacchinardi 81’ | Marcatori | 59’ Cellini 89’ Ruopolo |

| Arbitro: | Damato (Barletta) |

|  |           |                             |
|  | Marcatori | 13’ Italiano 81’ Pellissier |

| Arbitro: | Rizzoli (Bologna) |

|                              |           |  |
| Quadrini 8’ Beghetto 50’ 78’ | Marcatori |  |

| Arbitro: | Stefanini (Prato) |

|                           |           |  |
| Zoboli 31’ Possanzini 90’ | Marcatori |  |

| Arbitro: | Tagliavento (Terni) |

|  |           |                |
|  | Marcatori | 59’ Caracciolo |

| Arbitro: | Tagliavento (Terni) |

|                                |           |  |
| Possanzini 52’ Tacchinardi 60’ | Marcatori |  |

| Frosinone 12 gennaio 2008, ore 16:00 CEST 20ª giornata | Frosinone        | 0 – 0 referto | Brescia | Stadio Matusa (3559 spett.)\| Arbitro: \| Pinzani (Empoli) \| |
| Arbitro:                                               | Pinzani (Empoli) |               |         |                                                               |

| Arbitro: | Valeri (Roma 2) |

|                                         |           |  |
| Possanzini 8’ Bazzani 82’ Dallamano 90’ | Marcatori |  |

#### Girone di ritorno
| Arbitro: | Ayroldi (Molfetta) |

|              |           |               |
| Masiello 43’ | Marcatori | 21’ Zambrella |

| Arbitro: | Russo (Nola) |

|                                                             |           |            |
| Tacchinardi 27’ (rig.) 81’ Caracciolo 79’ Freddi 94’ (aut.) | Marcatori | 4’ Lazzari |

| Arbitro: | Girardi (San Donà di Piave) |

|                                |           |                                                                   |
| Anaclerio 30’ Dedic 39’ (rig.) | Marcatori | 27’ De Zerbi 58’ Possanzini 66’ Caracciolo 88’ (rig.) Tacchinardi |

| Arbitro: | Morganti (Ascoli Piceno) |

|            |           |  |
| Mareco 40’ | Marcatori |  |

| Arbitro: | Gervasoni (Mantova) |

|                            |           |            |
| Cordova 26’ Biancolino 82’ | Marcatori | 70’ Zoboli |

| Arbitro: | De Marco (Chiavari) |

|                              |           |  |
| Caracciolo 3’ Possanzini 59’ | Marcatori |  |

| Ravenna 1º marzo 2008, ore 16:00 CEST 28ª giornata | Ravenna            | 0 – 0 referto | Brescia | Stadio Bruno Benelli (3074 spett.)\| Arbitro: \| Ayroldi (Molfetta) \| |
| Arbitro:                                           | Ayroldi (Molfetta) |               |         |                                                                        |

| Arbitro: | Gava (Conegliano) |

|                                       |           |  |
| Lima 19’ Dallamano 31’ Possanzini 37’ | Marcatori |  |

| Arbitro: | Orsato (Schio) |

|            |           |                |
| Godeas 22’ | Marcatori | 25’ Possanzini |

| Brescia 18 marzo 2008, ore 20:30 CEST 31ª giornata | Brescia             | 0 – 0 referto | Lecce | Stadio Mario Rigamonti (6608 spett.)\| Arbitro: \| De Marco (Chiavari) \| |
| Arbitro:                                           | De Marco (Chiavari) |               |       |                                                                           |

| Arbitro: | Romeo (Verona) |

|                |           |  |
| Allegretti 61’ | Marcatori |  |

| Arbitro: | Lops (Torino) |

|            |           |  |
| Taddei 47’ | Marcatori |  |

| Brescia 5 aprile 2008, ore 16:00 CEST 34ª giornata | Brescia                    | 0 – 0 referto | Bari | Stadio Mario Rigamonti (4204 spett.)\| Arbitro: \| Nicola Pierpaoli (Firenze) \| |
| Arbitro:                                           | Nicola Pierpaoli (Firenze) |               |      |                                                                                  |

| Arbitro: | Ayroldi (Molfetta) |

|                          |           |                                          |
| Serafini 40’ Cellini 63’ | Marcatori | 3’ Tacchinardi 10’ Caracciolo 82’ Taddei |

| Arbitro: | Rosetti (Torino) |

|                                      |           |  |
| Cesar 6’ Pellissier 31’ Italiano 82’ | Marcatori |  |

| Brescia 26 aprile 2008, ore 16:00 CEST 37ª giornata | Brescia                           | 0 – 0 referto | Treviso | Stadio Mario Rigamonti (3933 spett.)\| Arbitro: \| Oscar Girardi (San Donà di Piave) \| |
| Arbitro:                                            | Oscar Girardi (San Donà di Piave) |               |         |                                                                                         |

| Arbitro: | Romeo (Verona) |

|  |           |                               |
|  | Marcatori | 48’ 55’ Possanzini 67’ Zoboli |

| Arbitro: | Tommasi (Bassano del Grappa) |

|  |           |                                           |
|  | Marcatori | 14’ Saverino 59’ Belingheri 78’ 91’ Pesce |

| Arbitro: | Gervasoni (Mantova) |

|                               |           |            |
| Vantaggiato 50’ La Camera 52’ | Marcatori | 53’ Taddei |

| Arbitro: | Russo (Nola) |

|                   |           |                |
| Caracciolo 5’ 69’ | Marcatori | 3’ 62’ Martini |

| Arbitro: | Marelli (Como) |

|                     |           |            |
| Pellicori 8’ (rig.) | Marcatori | 4’ Rispoli |

#### Play-off
| Arbitro: | De Marco (Chiavari) |

|                |           |  |
| Caracciolo 40’ | Marcatori |  |

| Arbitro: | Farina (Novi Ligure) |

|                         |           |              |
| Carobbio 16’ Peluso 39’ | Marcatori | 50’ Feczesin |

### Coppa Italia
| Arbitro: | Valeri (Roma 2) |

|                          |           |                |
| Ciotola 86’ Castillo 94’ | Marcatori | 57’ Possanzini |